# Eußenhausen

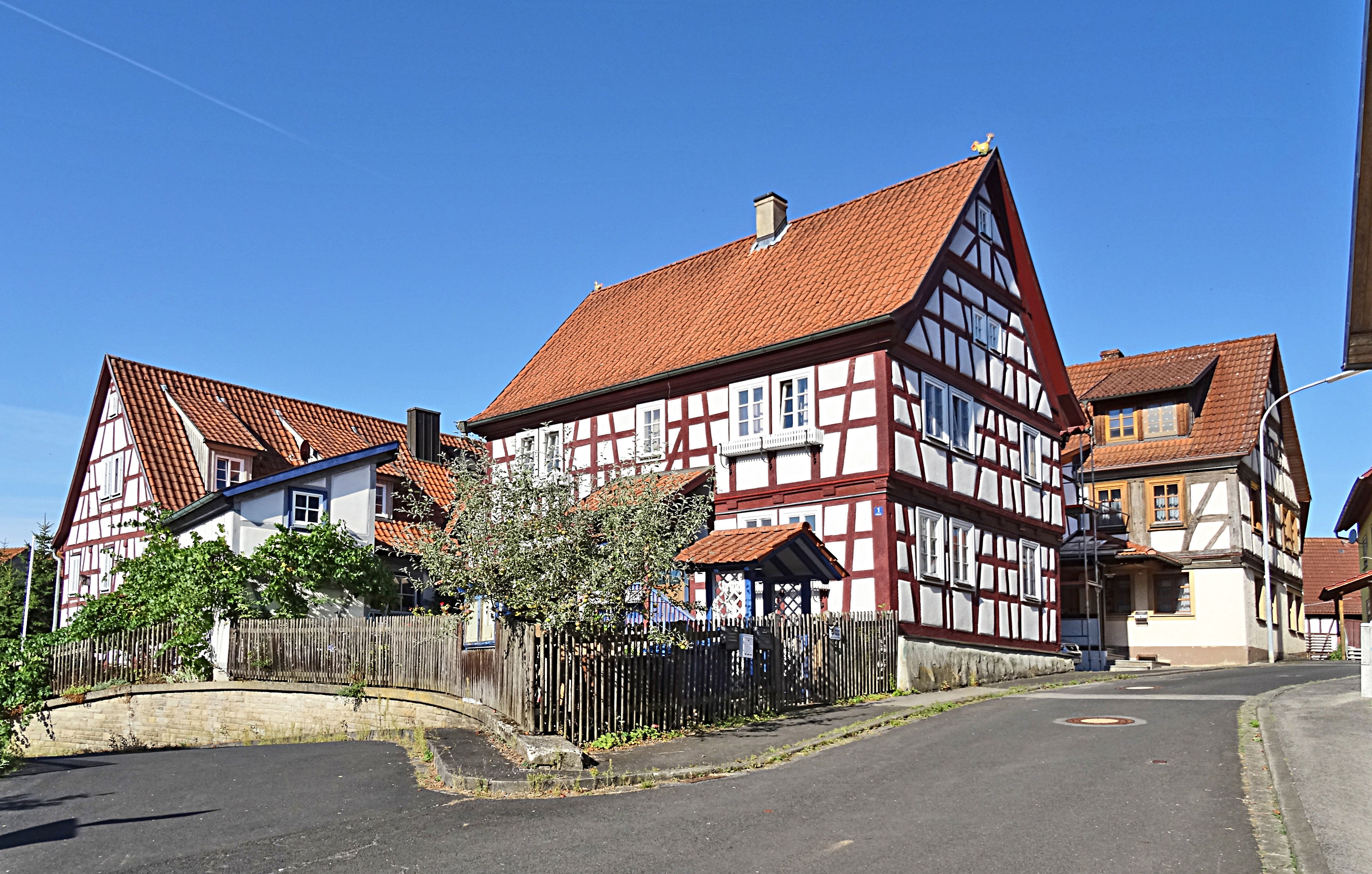
Im Ort

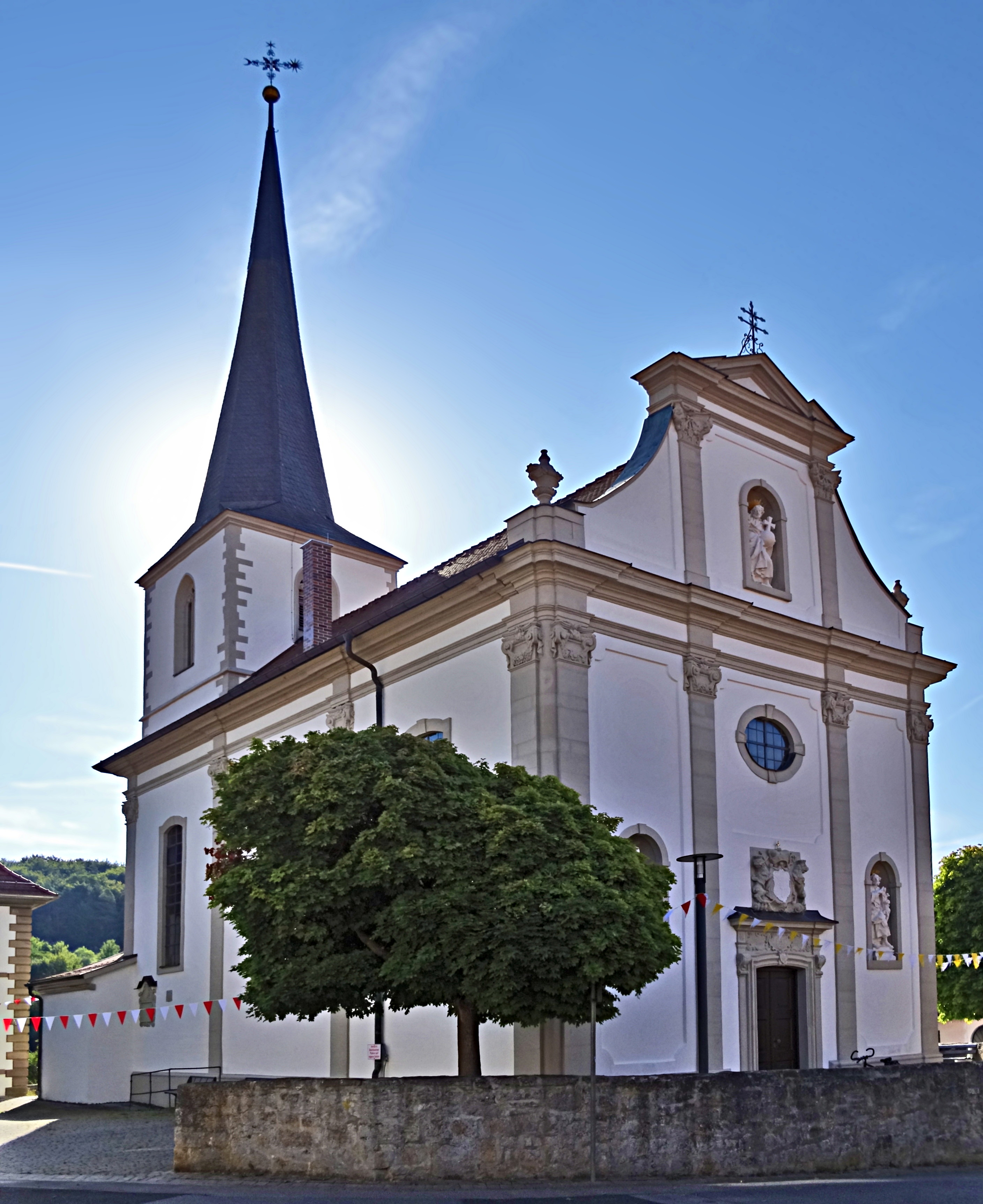
Kirche St. Bartholomäus

Eußenhausen (manchmal auch Eussenhausen) ist ein Gemeindeteil der Stadt Mellrichstadt im unterfränkischen Landkreis Rhön-Grabfeld in Bayern. In Eußenhausen leben 370 Einwohner (Stand: 1. Februar 2023). Eußenhausen war bis zur Gebietsreform in Bayern eine politisch selbständige Gemeinde. Am 1. Januar 1978 wurde sie in die Stadt Mellrichstadt eingegliedert.

## Lage
Das Pfarrdorf liegt am Fuß der Rhön unmittelbar an der Landesgrenze zu Thüringen. Durch den Ort verläuft die Staatsstraße 2445 (ehemals Bundesstraße 19), die von Mellrichstadt in das thüringische Meiningen (16 km, in Thüringen Landesstraße L 3019) führt sowie der Fränkische Marienweg.

## Geschichte
Eußenhausen, in direkter Nachbarschaft der Burg Henneberg im thüringischen Ort Henneberg, war ursprünglich geschichtlich eng mit dieser und den dort herrschenden Grafen von Henneberg verbunden. Der Ort wurde bereits 788 unter dem Namen „Isanhus“ urkundlich erwähnt; dies geschah aus Anlass einer Schenkung, die die Söhne des Gaugrafen Manto an das Kloster Fulda machten. Als Teil der Grafschaft Henneberg-Schleusingen (Amt Maßfeld) wurde im Ort 1544 die evangelische Lehre eingeführt und die Gemeinde wurde vom lutherischen Pfarrer von Mühlfeld aus betreut. Nach dem Erlöschen des Mannesstammes der Grafen von Henneberg kam der Ort 1583 gemäß dem Kahlaer Vertrag unter gemeinsame sächsische Verwaltung.
1589, durch den Schleusinger Vertrag nun zum Hochstift Würzburg gehörig, wurde Eußenhausen in der Gegenreformation wieder katholisch, 1590 wurde es zur Pfarrei erhoben. Der Ort gehörte nun zum Amt Mellrichstadt. Nach der Säkularisation des Hochstifts Würzburg im Jahr 1803 wurde der Ort zugunsten Bayerns 1805 dem Erzherzog Ferdinand von Toskana zur Bildung des Großherzogtums Würzburg überlassen und fiel mit diesem 1814 endgültig an Bayern.
1686 legte der Pfarrer Johann Petrus Schreyer das Gedenkbuch der Pfarrei Eussenhausen an, eine wertvolle Chronik, die Einträge ab dem Jahr 1611 sowie Abschriften von Urkunden bis zurück ins Jahr 1343 enthält.

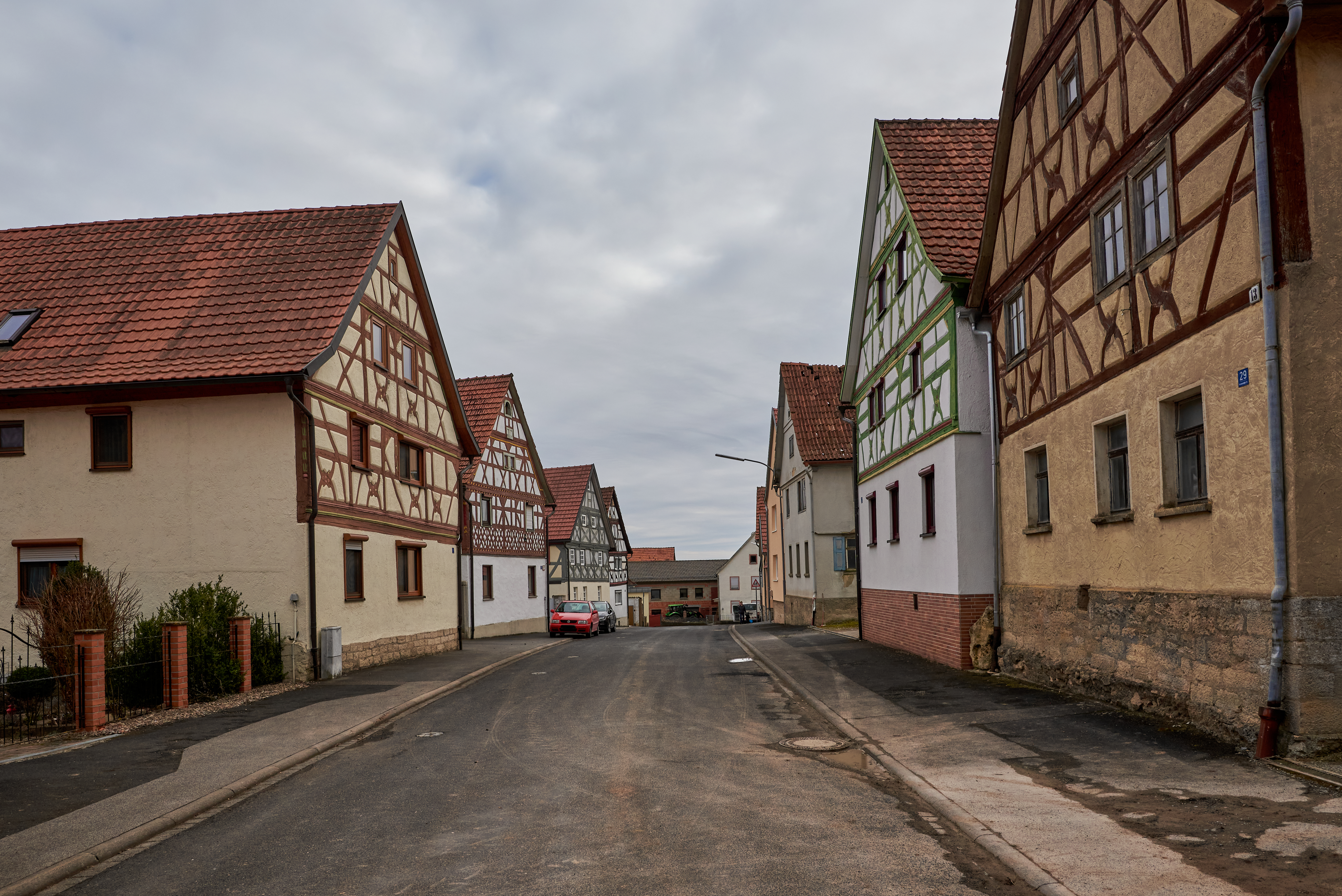
Hermannsfelder Straße

1822 wurde der Historienmaler und Freskant Hugo Barthelme in Eußenhausen geboren.
Eußenhausen war bereits seit 1340 eine Zollstätte der Henneberger Grafen. Zu Beginn des 15. Jahrhunderts wurde zu Schutzzwecken eine Landwehr mit Wall und Graben errichtet, die in Folge des Dreißigjährigen Krieges den Namen „Schwedenschanze“ erhielt. Überreste dieser sowie verschiedene historische Grenzsteine sind noch heute zu sehen. Der dort befindliche Grenzübergang wurde besonders in den Jahren 1831/32 stark kontrolliert, um eine Ausbreitung der Cholera zu verhindern. Auf Beschluss des Landtags wurde eine Kontumaz eingerichtet, die von den Reisenden aufgrund der damit verbundenen Unannehmlichkeiten „Eussenhäuser Plag“ genannt wurde. Die Zeit von 1945 bis 1989 war dann durch die deutsch-deutsche Teilung geprägt, wodurch sich Eußenhausen stark nach Mellrichstadt orientierte, was schließlich zur Eingemeindung 1977/78 führte. Kurz vor dem Ort befand sich der Grenzübergang Eußenhausen–Meiningen, von dem mehrere Bauwerke wie beispielsweise Wachtürme erhalten geblieben sind. Auf thüringischer Seite im Sperrgebiet der DDR lag der Ort Henneberg.

## Sehenswürdigkeiten

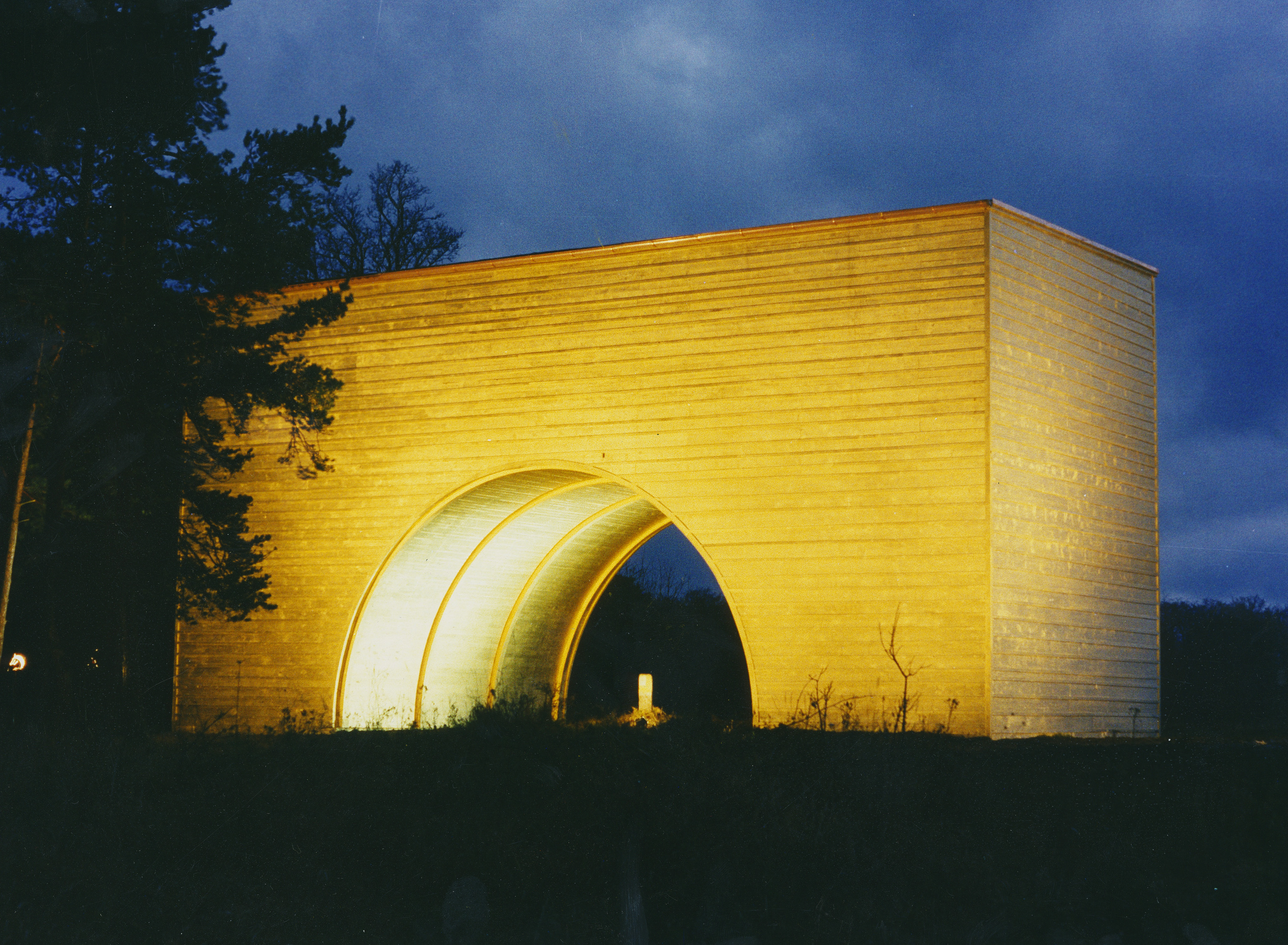
Die Goldene Brücke im Skulpturenpark

Das Ortsbild wird nachhaltig geprägt von der katholischen Pfarrkirche St. Bartholomäus, deren Langhaus im 18. Jahrhundert errichtet wurde.
Im ehemaligen Todesstreifen am Grenzübergang Eußenhausen/Meiningen entstand ab 1996 das Nationaldenkmal Skulpturenpark Deutsche Einheit des Bildhauers Jimmy Fell und ein Freiland-Museum, das eine typische Grenzübergangsstelle BRD-DDR zeigt. Nördlich von Eußenhausen liegt die Wüstung Ellenbach (oder Ellenbach).